# Liste des diocèses de l'Empire romain
Cet article présente la liste des diocèses de l'Empire romain en 305 et en 410 environ.

## Liste des diocèses en 305

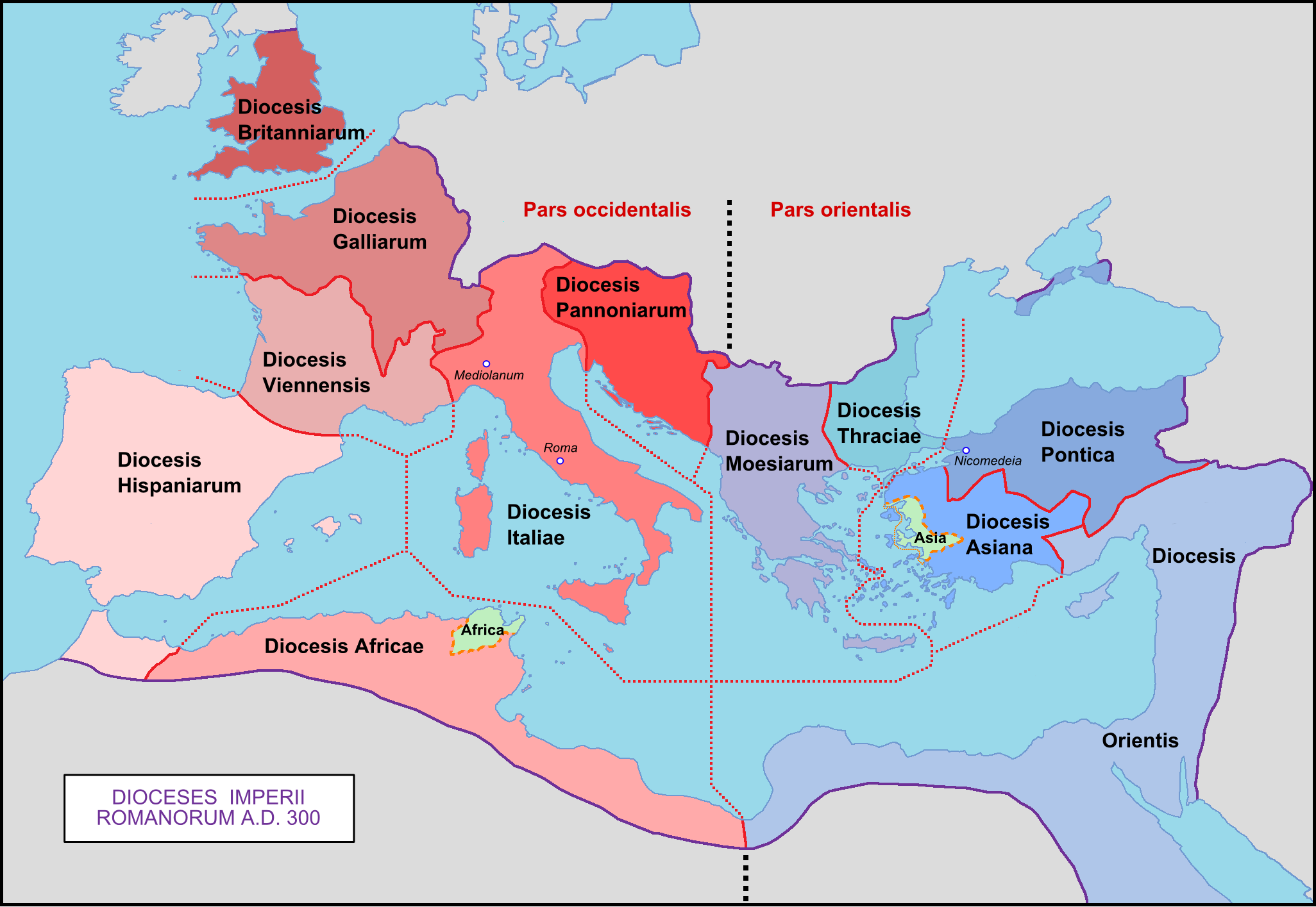
Les diocèses de l'Empire en 300.

En 305 le système tétrarchique, patiemment construit, atteint son plein développement, couronné par l'abdication volontaire de Dioclétien, qui force son collègue Maximien à en faire autant. 
Il y a, en 305, douze diocèses, sept pour l'Occident et cinq pour l'Orient.

### Sous la responsabilité de l'Auguste d'Occident
L'Auguste de la partie occidentale de l'Empire romain réside ordinairement à Mediolanum, auj. Milan. Sa zone d'opérations contient habituellement les diocèses suivant :
- Diocèse des Pannonies (diocesis Pannoniarum) — sept provinces
- Diocèse d'Italie (diocesis Italiciana) — treize provinces (dont onze anciennes régions italiennes de moindre importance et 3 autres plus importantes que l'art plastique)
- Diocèse d'Afrique (diocesis Africae) — six provinces (plus l'Afrique proconsulaire échappant à l'autorité du vicaire)

### Sous la responsabilité du César d'Occident
Le César de la partie occidentale de l'Empire romain réside ordinairement à Augusta Treverorum, auj. Trèves. Sa zone d'opérations contient habituellement les diocèses suivant :
- Diocèse d'Hispanie (diocesis Hispaniarum) — six provinces
- Diocèse de Vienne (diocesis Viennensis) — cinq puis sept provinces
- Diocèse des Gaules (diocesis Galliarum) — dix provinces
- Diocèse des Bretagnes (diocesis Britanniarum) — quatre puis cinq provinces

### Sous la responsabilité de l'Auguste d'Orient
L'Auguste de la partie orientale de l'Empire romain réside ordinairement à Nicomédie, auj. Izmit. Ce fut généralement le primus Augustus (« premier Auguste », c'est-à-dire le premier des souverains). Sa zone d'opérations contient habituellement les diocèses suivant :
- Diocèse d'Orient (diocesis Orientis) — dix-sept provinces
- Diocèse du Pont (diocesis Pontica)— sept provinces
- Diocèse d'Asie (diocesis Asiana)— sept provinces (plus l'Asie proconsulaire échappant à l'autorité du vicaire)
- Diocèse de Thrace (diocesis Thraciae)— six provinces

### Sous la responsabilité du César d'Orient
Le César de la partie orientale de l'Empire romain réside ordinairement à Sirmium, auj. Sremska Mitrovica. Sa zone d’opérations contient habituellement le diocèse suivant :
- Diocèse de Mésie (diocesis Moesiarum)— huit provinces (plus l'Achaïe proconsulaire échappant à l'autorité du vicaire)

## Liste des diocèses et de leurs provinces vers 410

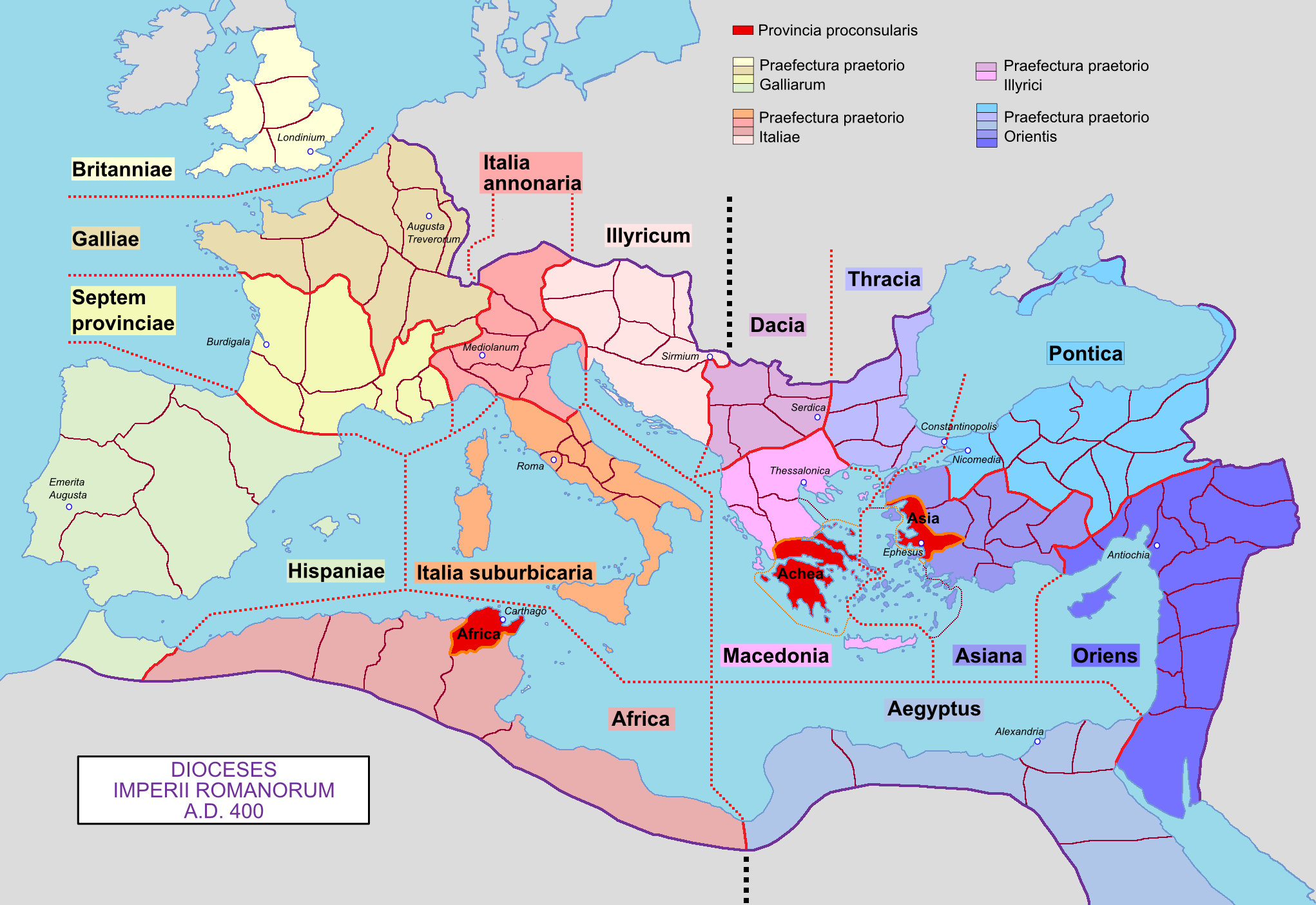
Divisions administratives de l'Empire romain en préfectures, diocèses et provinces en 395.

La Notitia dignitatum représente un « état des lieux » de l'administration civile et militaire de l'Empire dans les premières années du Ve siècle. Elle donne un relevé très précis des différentes fonctions civiles et militaires, et donc des différents niveaux d'administrations.

### Dans la partie occidentale
Il y a selon la Notitia dignitatum (début du Ve siècle) six vicaires dans la partie occidentale de l'Empire, répartis en deux préfectures du prétoire : celle d'Italie (praefectus praetorio per Italiae) avec trois diocèses et celle de Gaule (praefectus praetorio Galliarum) avec trois diocèses également. La Notitia attribue au diocèse dit des « Sept Provinces » près de dix-sept provinces (englobant en fait les diocèses des Sept Provinces et des Gaules). 
Il y a donc en réalité sept diocèses en Occident.
À noter enfin qu'il existe en Occident un proconsul, celui de la province d'Afrique, ne dépendant que du prince.

#### Préfecture du prétoire d'Italie
Le préfet du prétoire d'Italie réside à Rome.

##### Diocèse d'Italie (diocesis Italiciana)
Il n'y a qu'un seul diocèse en Italie mais deux vicaires : l'un à Milan, l'autre à Rome. Le sud de la péninsule, ou Italie suburbicaire, est en effet officiellement sous la responsabilité du préfet de la Ville car ses revenus sont en principe affectés à l'entretien de Rome ; un vicaire du préfet du prétoire d'Italie ou du préfet de la Ville est créé, et à partir de 357 c'est systématiquement un vicaire du préfet du prétoire qui est nommé.
Dans les faits on peut dire qu'il existe deux diocèses séparés.

###### Italie annonaire (Italia)
Sous le vicaire d'Italie (siège : Mediolanum, auj. Milan) se trouvent les provinces suivantes :
- Émilie, Aemilia
- Alpes cottiennes, Alpes cottiae
- Flaminie et Picenum annonaire, Flaminia et Picenum annonarium
- Ligurie, Liguria
- Rhétie première, Raetia prima
- Rhétie seconde, Raetia secunda
- Vénétie et Istrie, Venetia et Histria

###### Italie suburbicaire (Regiones suburbicariae)
Sous le vicaire de la Ville de Rome (siège : Rome) se trouvent les provinces suivantes :
- Apulie et Calabre, Apulia et Calabria
- Campanie, Campania
- Corse, Corsica
- Lucanie et Bruttium, Lucania et Bruttii
- Picenum suburbicaire, Picenum suburbicarium
- Samnium, Samnium
- Sardaigne, Sardinia
- Sicile, Sicilia
- Tuscie et Ombrie, Tuscia et Umbria
- Valérie (province romaine), Valeria

##### Diocèse d'Illyrie (diocesis Illyricum)
On appelle aussi ce diocèse « diocèse des Pannonies » (diocesis Pannoniarum).
Sous le vicaire d'Illyrie (siège : Sirmium, auj. Sremska Mitrovica) se trouvent les provinces suivantes :
- Dalmatie, Dalmatia
- Norique méditerranéenne, Noricum mediterraneum
- Norique riveraine, Noricum ripense
- Pannonie première, Pannonia prima
- Pannonie seconde, Pannonia secunda
- Savie, Savia
- Valérie, Valeria, différente de la Valérie suburbicaire

##### Diocèse d'Afrique (diocesis Africae)
Sous le vicaire d'Afrique (siège : Carthage) se trouvent les provinces suivantes :
- Afrique, Africa
- Byzacène, Byzacena
- Maurétanie césarienne, Mauretania caesariensis
- Maurétanie sétifienne, Mauretania sitifensis
- Numidie, Numidia
- Tripolitaine, Tripolitana

#### Préfecture du prétoire des Gaules
Le préfet du prétoire des Gaules réside à Augusta Treverorum, auj. Trèves puis à Arelate, auj. Arles à partir de 407.

##### Diocèse d'Hispanie(diocesis Hispaniae)
Sous le vicaire d'Hispanie (siège : Merida) se trouvent les provinces suivantes :
- Bétique, Baetica
- Îles Baléares, Baleares insulae
- Carthaginoise, Carthaginensis
- Gallécie, Gallaecia
- Lusitanie, Lusitania
- Tarraconaise, Tarraconensis
- Maurétanie tingitane, Tingitania

##### Diocèse de Vienne(diocèse des Sept Provinces,diocesis Septem provinciarum)
Sous le vicaire des Sept Provinces (siège : Burdigala, auj. Bordeaux) se trouvent les provinces suivantes :
- Alpes maritimes, Alpes maritimae
- Aquitaine première, Aquitanica prima ou Aquitania prima
- Aquitaine seconde, Aquitanica secunda ou Aquitania secunda
- Narbonnaise première, Narbonensis prima
- Gaule narbonnaise (ou Narbonnaise seconde, Narbonensis secunda)
- Novempopulanie, Novem populi
- Viennoise, Viennensis

Par un édit du 17 avril 418 (reçu à Arles le 23 mai) Honorius choisit Arles comme lieu où doit se tenir l'assemblée provinciale des Sept Provinces chaque année entre le 13 août et le 13 septembre, en présence du préfet du prétoire, des gouverneurs des provinces, des nobles revêtus de dignités officielles et des députés des curies. Honorius tenta par cet édit de faire de l'assemblée un organe de gouvernement des Gaules ; ce fut un échec.

##### Diocèse des Gaules (diocesis Galliarum)
Sous le vicaire des Gaules (siège : Augusta Treverorum, auj. Trèves) se trouvent les provinces suivantes :
- Alpes pennines et grées, Alpes poeninae et graiae
- Belgique première, Belgica prima
- Belgique seconde, Belgica secunda
- Germanie première, Germania prima
- Germanie seconde, Germania secunda/inferiora
- Lyonnaise première, Lugdunensis prima
- Lyonnaise seconde, Lugdunensis secunda
- Lyonnaise troisième, Lugdunensis tertia
- Lyonnaise senone, Lugdunensis senonia
- Grande Séquanaise, Maxima sequanorum

##### Diocèse de Bretagne (diocesis Britanniae)
Sous le vicaire de Bretagne (siège : Londinium, auj. Londres) se trouvent les provinces suivantes :
- Bretagne première, Britannia prima
- Bretagne seconde, Britannia secunda
- Flavie césarienne, Flavia caesariensis
- Maxima césarienne, Maxima caesariensis
- Valentia, Valentia

### Dans la partie orientale
La Notitia dignitatum divise la partie orientale de l'Empire en deux préfectures du prétoire, celle d'Illyrie (praefectus praetorio per Illyricum) et celle d'Orient (praefectus praetorio per Orientem), comprenant la première deux diocèses et la seconde cinq diocèses.
Particularité de l'Orient romain, il n'y a que quatre vicaires car le fonctionnaire remplissant ce rôle dans le diocèse d'Orient s'appelle « Comte d'Orient » (Comes Orientis) et celui du diocèse d'Égypte, héritier de la province équestre d'Égypte « Préfet d'Auguste » (Praefectus Augustalis).
Il y a donc sept diocèses en Orient, comme en Occident. Le vicariat de Thrace est parfois compté parmi la préfecture du prétoire d'Illyrie, bien qu'il appartienne selon la Notitia dignitatum à la préfecture d'Orient.
La ville de Constantinople est indépendante du vicariat de Thrace et de la préfecture du prétoire d'Orient puisque depuis 359 elle est administrée par un préfet de la ville.
À noter enfin qu'il existe deux proconsuls ne dépendant que de l'empereur : celui d'Achaïe et celui d'Asie, ce dernier étendant son autorité sur les provinces de l'Hellespont (Hellespontus) et des Îles grecques (Insulae).

#### Préfecture du prétoire d'Orient
Le préfet du prétoire d'Orient réside à Antioche : diocèse d'Antioche.

##### Diocèse d'Égypte (diocesis Aegypti)
Sous le Préfet augustal (siège : Alexandrie) se trouvent les provinces suivantes :
- Égypte, Aegyptus (partie occidentale du delta du Nil)
- Arcadie égyptienne, Arcadia (siège à Oxyrhynque)
- Augustamnique, Augustamnica (partie orientale du delta du Nil)
- Libye supérieure, Libya superior
- Libye inférieure, Libya inferior
- Ptolémaïde, Ptolemais ou Thébaïde inférieure, Thebais inferior[3]
- Thébaïde supérieure, Thebais ou Thebais superior[4]

##### Diocèse d'Orient (diocesis Orientis)

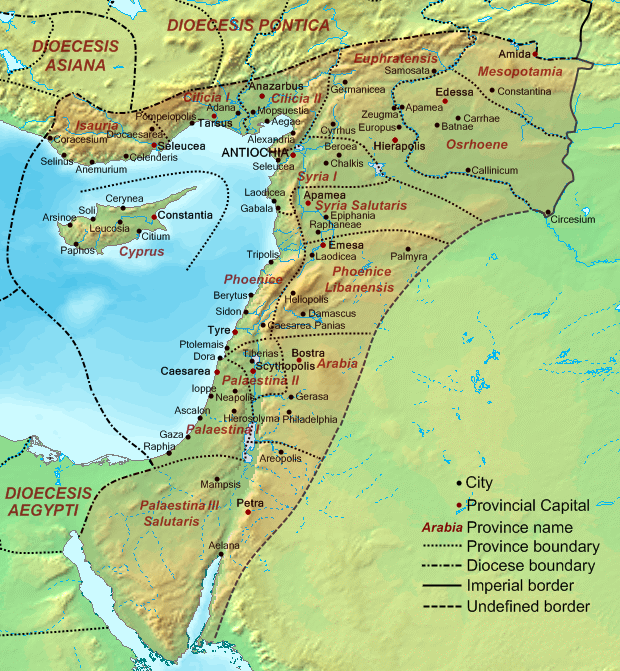
Carte du diocèse d'Orient vers 400

Sous le comte d'Orient (siège : Antioche) se trouvent les provinces suivantes :
- Arabie, Arabia
- Cilicie, Cilicia
- Cilicie seconde, Cilicia
- Chypre, Cyprus
- Euphratèse, Eufratensis
- Phénicie, Phoenice, Foenice ou Fenice
- Phénicie libanaise, Phoenice libanensis, Foenice libanensis ou Fenice libanensis
- Isaurie, Isauria
- Mésopotamie, Mesopotamia
- Osroène, Osrohena
- Palestine, Palestina
- Palaestina Prima (390-636)
- Palestine seconde, Palestina secunda
- Palestine salutaire, Palestina Tertia (Salutaris) (en)
- Syrie, Syria
- Syrie seconde, Syria salutaris

##### Diocèse d'Asie (diocesis Asiana)
Sous le vicaire d'Asie (siège : Éphèse) se trouvent les provinces suivantes :
- Carie, Caria
- Phrygie pacifiée, Phrygia pacatina ou Frigia pacatina
- Phrygie seconde, Phrygia salutaris ou Frigia salutaris
- Lycaonie, Lycaonia
- Lycie, Lycia
- Lydie, Lydia
- Pamphylie, Pamphylia ou Pamfilia
- Pisidie, Pisidia

##### Diocèse du Pont (diocesis Pontica)
Sous le vicaire du Pont (siège : Nicomédie, auj. Izmit) se trouvent les provinces suivantes :
- Arménie première, Armenia prima
- Arménie seconde, Armenia secunda
- Bithynie, Bithynia
- Cappadoce première, Cappadocia prima
- Cappadoce seconde, Cappadocia secunda
- Galatie, Galatia
- Galatie salutaire, Galatia salutaris
- Helénopont, Helenopontus ou Hellenopontus
- Honoriade, Honoria
- Paphlagonie, Paphlagonia ou Paflagonia
- Pont Polémoniaque, Pontus polemoniacus

D'autres sources donnent une liste différente en certains points ; ainsi Paul Petit omet les Galaties et l'Honoria et cite en plus :
- Arménie majeure, Armenia maior
- Arzanène, Arzazena

Une autre source, cartographique elle, donne à l'Arzanène le nom de Sophène.

##### Diocèse de Thrace (diocesis Thraciae)
Sous le vicaire de Thrace (siège : Constantinople) se trouvent les provinces suivantes :
- Europe, Europa
- Hémimont, Haemimontus ou Haemus
- Mésie seconde, Moesia secunda
- Rhodope, Rhodopus
- Scythie mineure, Scythia minor
- Thrace, Thracia

#### Préfecture du prétoire d'Illyrie
Le préfet du prétoire d'Illyrie réside à Thessalonique.

##### Diocèse de Macédoine (diocesis Macedoniae)
Sous le vicaire de Macédoine (siège : Thessalonique) se trouvent les provinces suivantes :
- Crète, Creta
- Épire nouvelle, Epirus nova
- Épire ancienne, Epirus vetus
- Macédoine, Macedonia
- Thessalie, Thessalia

##### Diocèse de Dacie (diocesis Daciae)
Sous le vicaire de Dacie (siège : Serdica, auj. Sofia) se trouvent les provinces suivantes :
- Dacie méditerranéenne, Dacia mediterranea
- Dacie riveraine, Dacia ripense
- Dardanie, Dardania
- Mésie première, Moesia prima
- Prévalitaine, Praevalitana